# Neofulla areolata
Neofulla areolata is een steenvlieg uit de familie Notonemouridae. De wetenschappelijke naam van de soort is voor het eerst geldig gepubliceerd in 1930 door Navás.